# NGC 4236
NGC 4236은 용자리에 있는 불규칙 은하이다.

## 같이 보기
- NGC 55